# Allan (Drôme)
Pour les articles homonymes, voir Allan.
Allan est une commune française située dans le département de la Drôme, en région Auvergne-Rhône-Alpes.

## Géographie

### Situation et description
Rattachée à la communauté de Montélimar-Agglomération, la commune est située à 6 km au sud de Montélimar. Elle appartient à la Drôme provençale.

### Climat
Pour des articles plus généraux, voir Climat d'Auvergne-Rhône-Alpes et Climat de la Drôme.
En 2010, le climat de la commune est de type climat méditerranéen franc, selon une étude du CNRS s'appuyant sur une série de données couvrant la période 1971-2000. En 2020, Météo-France publie une typologie des climats de la France métropolitaine dans laquelle la commune est exposée à un climat méditerranéen et est dans la région climatique Provence, Languedoc-Roussillon, caractérisée par une pluviométrie faible en été, un très bon ensoleillement (2 600 h/an), un été chaud (21,5 °C), un air très sec en été, sec en toutes saisons, des vents forts (fréquence de 40 à 50 % de vents > 5 m/s) et peu de brouillards.
Pour la période 1971-2000, la température annuelle moyenne est de 13,1 °C, avec une amplitude thermique annuelle de 17,7 °C. Le cumul annuel moyen de précipitations est de 901 mm, avec 6,5 jours de précipitations en janvier et 3,9 jours en juillet. Pour la période 1991-2020, la température moyenne annuelle observée sur la station météorologique de Météo-France la plus proche, « Montboucher-sur-Jabron »sur la commune de Montboucher-sur-Jabron à 7 km à vol d'oiseau, est de 13,6 °C et le cumul annuel moyen de précipitations est de 915,0 mm,. Pour l'avenir, les paramètres climatiques de la commune estimés pour 2050 selon différents scénarios d'émission de gaz à effet de serre sont consultables sur un site dédié publié par Météo-France en novembre 2022.

### Voies de communication et transports
Le village est accessible par les routes départementales RD 56 et RD 169.

Une ligne régulière de transport en commun relie Montjoyer à Montélimar et passe par Allan. Les lignes 31 & 32 desservent le village via le réseau de transport Montélibus.
Allan est traversé par l'autoroute A7. Les péages Montélimar-Sud (sorties 18) sont sur son territoire.
La gare SNCF la plus proche est celle de Montélimar.
L'aéroport le plus proche est celui d'Avignon.

#### Une gare TGV?
La construction d'une gare TGV à Allan est évoquée depuis 1994 dans le cadre du projet de la LGV Méditerranée. Elle permettrait, selon ses promoteurs, de mieux desservir Montélimar, le sud de la Drôme, l'Ardèche et le Gard.

Cependant, son isolement, son absence de liaison au réseau ferré régional, et la suppression des TGV à Montélimar ville (au détriment des Ardéchois) lui sont reprochés (risque d'augmentation du trafic routier).

Le projet attend son financement. Les travaux seraient envisagés pour 2020 ou 2025. En 2018, l'état ne souhaitait pas investir dans cette gare.
La gare TGV avait aussi été envisagée à Lapalud. En effet, les deux lignes (LGV Méditerranée et ligne classique PLM Paris-Lyon-Marseille-Vintimille) se situent côte à côte, permettant ainsi une interconnexion optimale[réf. nécessaire].

## Risques naturels
Le village d’Allan a été touché par des tremblements de terre d’intensité V-VI sur l’échelle MSK le 16 janvier 1548 puis en 1873. La série la plus importante est celle de l’été 1873, qui commence au 14 juillet et se termine le 15 août, avec des séismes plus importants les 19 juillet et 8 août. À l’épicentre (Châteauneuf-du-Rhône), l’intensité fut de VIII.

## Urbanisme

### Typologie
Au 1er janvier 2024, Allan est catégorisée commune rurale à habitat dispersé, selon la nouvelle grille communale de densité à 7 niveaux définie par l'INSEE en 2022.
Elle est située hors unité urbaine. Par ailleurs la commune fait partie de l'aire d'attraction de Montélimar, dont elle est une commune de la couronne,. Cette aire, qui regroupe 45 communes, est catégorisée dans les aires de 50 000 à moins de 200 000 habitants,.

### Occupation des sols
L'occupation des sols de la commune, telle qu'elle ressort de la base de données européenne d’occupation biophysique des sols Corine Land Cover (CLC), est marquée par l'importance des forêts et milieux semi-naturels (48 % en 2018), une proportion sensiblement équivalente à celle de 1990 (48,8 %). La répartition détaillée en 2018 est la suivante : forêts (43,9 %), terres arables (31,3 %), prairies (8,1 %), zones agricoles hétérogènes (4,3 %), milieux à végétation arbustive et/ou herbacée (4,1 %), zones industrielles ou commerciales et réseaux de communication (3,6 %), zones urbanisées (2,6 %), cultures permanentes (2,1 %). L'évolution de l’occupation des sols de la commune et de ses infrastructures peut être observée sur les différentes représentations cartographiques du territoire : la carte de Cassini (XVIIIe siècle), la carte d'état-major (1820-1866) et les cartes ou photos aériennes de l'IGN pour la période actuelle (1950 à aujourd'hui).

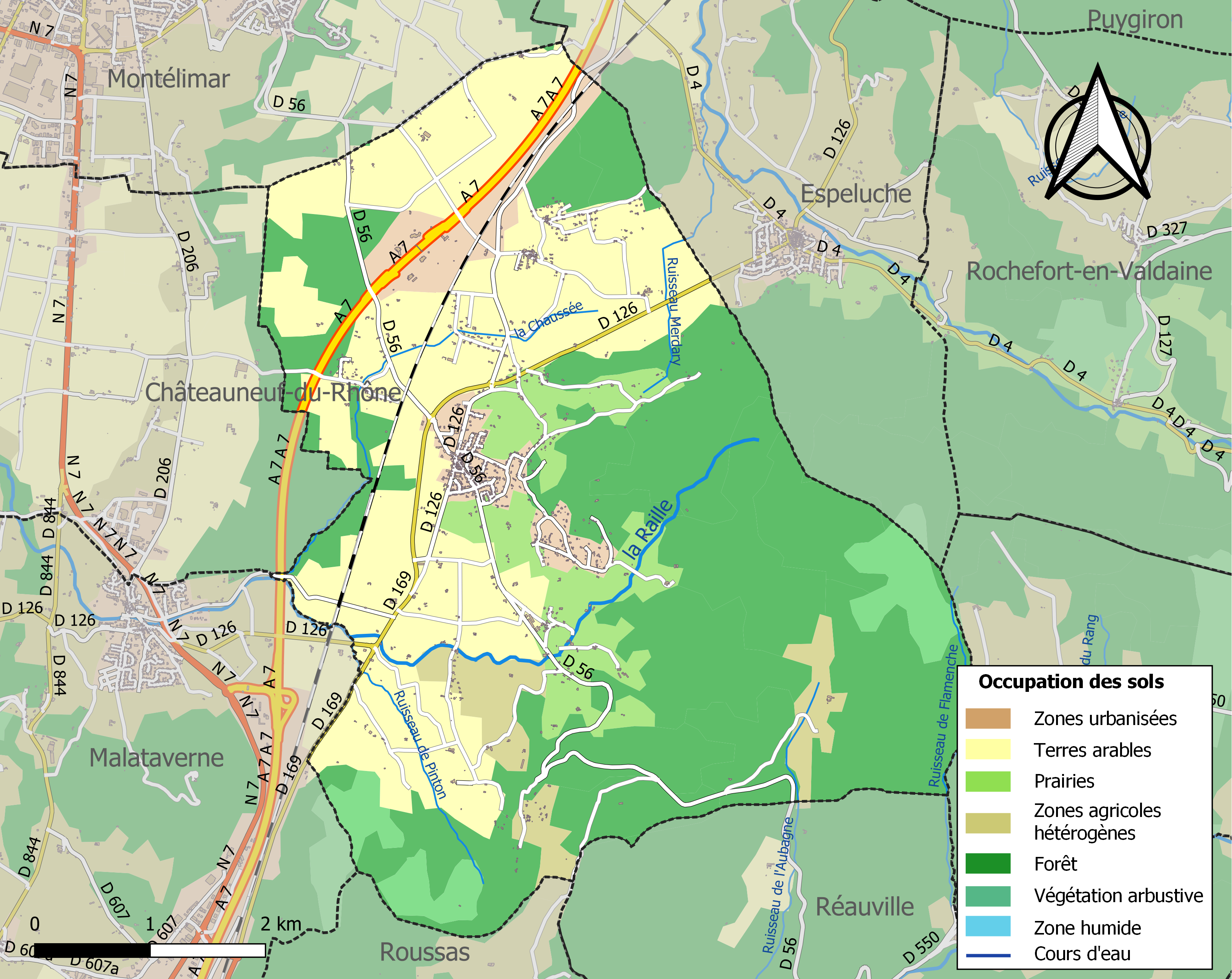
Carte des infrastructures et de l'occupation des sols de la commune en 2018 (CLC).

### Morphologie urbaine
Les ruines de l'ancien village (totalement abandonné à la fin du XIXe siècle) et celles du château d'Allan dominent le nouvel Allan, anciennement appelé La Bégude.

#### Hameaux et lieux-dits
Sites Géoportail (carte IGN) :
- Aubagne
- Barbara
- Beaumont
- Beauvoir
- Besson
- Biscarat
- Bressac
- Champagnole
- Chante-Perdrix
- Charreton
- Château Bizard
- Colas
- Courcoussone
- Courren
- Estrant
- Evariste
- Fortuné
- Gamet
- Grâne
- Grange Neuve
- Joannis
- Juyère
- la Barque
- Lachamp
- la Chaussée
- la Combe
- Lagier
- la Grangette
- la Motte
- Lancer
- la Savasse
- Laurens
- le Ferrent
- le Mège
- le Morginas
- le Pavillon
- le Sastre
- les Aubépines
- les Bruyères
- les Emmas
- les Ferreints
- les Himounettes
- les Ormes
- les Rieux
- les Ruches
- Long
- Morel
- Morin
- Petit
- Peyrol
- Pierre Martin
- Pinton
- Pouzard
- Préchauvoir
- Prieur
- Richardon
- Rouny
- Rozel
- Savel
- Terras
- Terrasse
- Vache

### Logement
| Nombre total de logements en 2020                                                    | 793  |
| Part des résidences principales en 2020, en %                                        | 91,8 |
| Part des résidences secondaires (y compris les logements occasionnels) en 2020, en % | 2,0  |
| Part des logements vacants en 2020, en %                                             | 6,2  |
| Part des ménages propriétaires de leur résidence principale en 2020, en %            | 76,7 |

### Projets d'aménagement
En 2022, a eu lieu le réaménagement du centre bourg.

### Risques naturels et technologiques
Au nord de la centrale nucléaire de production d'électricité de Cruas-Meysse.
Au sud de la centrale nucléaire de production d'électricité du Tricastin.

## Toponymie
La commune est dénommée Aland en occitan[réf. nécessaire].

### Attestations
- 1138 : Alon[18].
- 1183 : Santa-Maria de Alondo (Masures de l'Isle-Barbe, 117)[19].
- 1345 : castrum de Alondo (archives de la Drôme, E 606)[19].
- 1362 : Aloudum (inventaire des dauphins, 95)[19].
- 1442 : castrum de Alando, terra Alandi (choix de documents, 279)[19].
- 1442 : Alanda (lieu de culte consacré à la Vierge Marie[18].
- 1540 : Alundum (A. du Rivail, De Allobrogibus, 116)[19].
- XVIIe siècle : Alan (rôle des bénéfices du diocèse de Saint-Paul)[19].
- XVIIIe siècle : Aloud (inventaire de la chambre des comptes)[19].
- 1891 : Allan, commune du canton de Montélimar[19].

### Étymologie
Allan dériverait d'un anthroponyme germanique Alon.

## Histoire

### Préhistoire
Un site néolithique de hauteur a été étudié au Jas des Chèvres en 1978.

### Protohistoire
Au quartier de Beauvoir, Raymond Vallentin du Cheylard donne dans les Cahiers Rhôdaniens (IV, 1957, p. 70) les résultats complets des fouilles de son oncle sur le sanctuaire des déesses-mères.

### Antiquité: les Gallo-romains
Allan est situé sur l'ancienne voie Agrippa.
Au nord de la commune (Bondonneau), les fondations de thermes romains ont été mis au jour durant la première moitié du XIXe siècle, remontant à une période allant du IIe  au  IVe siècle. Des fouilles archéologiques ont été entreprises. Parmi les objets retrouvés, a été trouvée une hanse en argent finement ciselée, exposée au musée du Louvre. Les eaux venaient de Grange-Neuve et de multiples petites piscines ont été localisées[réf. nécessaire].
Selon la Chronica Gallica de 452, le patrice Aetius accorde des terres abandonnées dans la région de Valence à un groupe d'Alains commandés par un certain Sambida en 440 (d'où la possible origine du nom Allan)[réf. nécessaire].

### Du Moyen Âge à la Révolution
La seigneurie :
- au point de vue féodal, Allan était une terre (ou seigneurie) des Adhémar ;
- 1421 : la terre passe (par mariage) à Lancelot, bâtard de Poitiers, dont la petite-fille s'unit en 1515 chez les Pape-Saint-Auban ;
- 1515 : passe (par mariage) aux Pape-Saint-Auban ;
- vers 1730 : passe (par mariage) aux Leriget de la Faye ;
- la terre passe (par mariage) aux La Tour du Pin, derniers seigneurs d'Allan.

Au Moyen Âge, une chapelle est élevée à l'endroit des anciens thermes. De nombreux malades venaient se faire soigner, l'eau ayant réputation d'avoir des vertus, ce qui donna au lieu le nom de Saintes-Fontaines.
1465 : introduction du mûrier en France,.
Avant 1790, Allan était une des terres adjacentes de Provence et, comme tel, du ressort du parlement et de l'intendance d'Aix.

La paroisse était du diocèse de Saint-Paul-Trois-Châteaux. L'église était dédiée à saint Jean-Baptiste. La cure était de la collation de l'évêque diocésain. Les dîmes appartenaient, moitié à l'évêque de Saint-Paul-Trois-Châteaux et moitié au chapitre de Montélimar, qui étaient l'un et l'autre aux droits du prieur du lieu.

#### Barbara

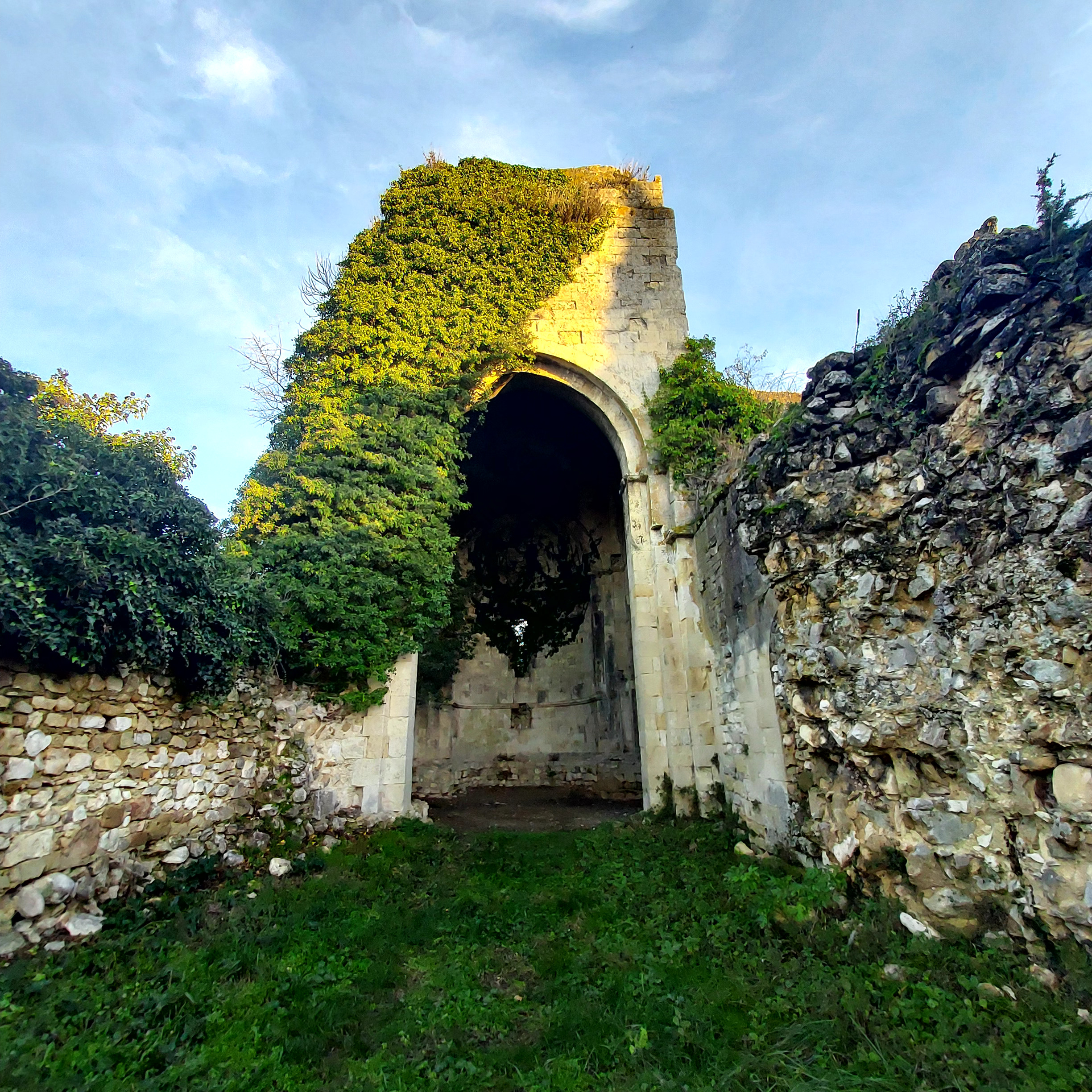
Chapelle de Barbara.

Dictionnaire topographique du département de la Drôme :
- 1183 : ecclesia Sanctae Mariae de Alondo (Masures de l'Isle-Barbe, 117) ;
- 1891 : Barbara, ruines et quartiers de la commune d'Allan.

Ancien prieuré de l'ordre de Saint-Benoît (de la dépendance de l'abbaye de l'Île-Barbe) connu dès 1119, supprimé en 1449 et réuni au chapitre de Montélimar qui a donc joui de la moitié des dîmes d'Allan jusqu'en 1790.

#### Liste des consuls
Jusqu'en 1789, la municipalité d'Allan est dirigée par deux consuls[réf. nécessaire] :
- 1700 : Jean Estran (fils) et Pierre Lagier ;
- 1701 : Laurent Meilhon et Joseph Costadau ;
- 1702 : Louis Martin et Antoine Faugier ;
- 1703 : Jean Estran (père) et Jacques Loudet ;
- 1704 : Jean Estran (père) et Jean-Louis Curtil ;
- 1705 : Antoine Chalaye et Jean Estran (fils) ;
- 1706-1707 : Jean Mège et Pierre Loudet ;
- 1708 : (inconnus) ;
- 1709 : Laurent Meilhon et Michel Chalaye ;
- 1710 : Laurent Meilhon et Antoine Estran ;
- 1711-1712 : Vincent Mazet et Raymond Costadau ;
- 1713 : Jean Mège et Jean Couffour ;
- 1714 : Pierre Combe et Pierre Loudet ;
- 1715 : Vincent Pic et Pierre Lagier.

### De la Révolution à 1940

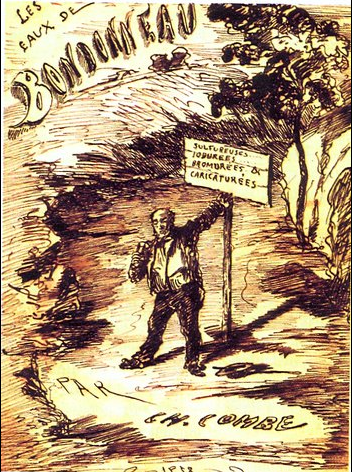
Les eaux de Bondonneau par Charles-François Combe (1858).

En 1790, la commune est comprise dans le canton de Donzère. La réorganisation de l'an VIII (1799-1800) la fait entrer dans celui de Montélimar.
Après les espoirs suscités par la révolution de février 1848, la victoire du camp conservateur aux élections présidentielles de décembre 1848 (Louis-Napoléon Bonaparte) et législatives de 1849 entraîne une reprise en main autoritaire de la société. L'état de siège est imposé après le complot de Lyon, toutes les activités de police relevant de l'armée et tout acte jugé subversif pouvant mener au conseil de guerre. Tous les actes en rapport avec les idées de gauche (socialisme ou républicanisme) sont proscrites. Pour pouvoir s'organiser malgré la surveillance et la répression, les républicains et les socialistes organisent un réseau de sociétés secrètes dans la Drôme, comme dans en Provence (où elles sont appelées chambrettes) (voir la section dédiée sur l'article Histoire de la Drôme). Celle d'Allan est une des premières constituées, en juin 1849.
En juin 1855, la vague hygiéniste qui s'empare de la France conduit des investisseurs à s'intéresser à la source thermale de Bondonneau. Ses eaux sont bientôt réputées dans toute la France. On construit un grand hôtel, des écuries, et même un casino (1884). L'aventure prend fin en 1914 avec la Première Guerre mondiale. Les locaux tombent en ruine et l'entreprise disparaît. En 1992, la source thermale est toujours abandonnée.

## Politique et administration

### Liste des maires
| Période                                                                      | Période                    | Identité                 | Étiquette | Qualité                                     |
| ---------------------------------------------------------------------------- | -------------------------- | ------------------------ | --------- | ------------------------------------------- |
| Les données manquantes sont à compléter. : de la Révolution au Second Empire |                            |                          |           |                                             |
| 1790                                                                         | avant avril 1793           | ?                        |           |                                             |
| avant avril 1793                                                             | après décembre 1794        | Laurent Meilhon          |           |                                             |
| après 1794                                                                   | 1796 (nov.)                | Antoine Estran           |           |                                             |
| 1796 (nov.)                                                                  | 1797 (sept.)               | Michel Gouteron          |           |                                             |
| 1797 (sept.)                                                                 | 1798 (mai)                 | Etienne Martin           |           |                                             |
| 1798 (mai)                                                                   | 1800 (août)                | Antoine Estran           |           |                                             |
| 1800 (août)                                                                  | 1815 (janv.)               | Michel Gouteron          |           |                                             |
| 1815 (janv.)                                                                 | 1815 (mars)                | Jacques Michel Ferrent   |           |                                             |
| 1815 (mars)                                                                  | 1815 (août)                | Jean Baptiste Biscarrat  |           |                                             |
| 1815 (août)                                                                  | 1821 (sept.)               | Jean Pic                 |           |                                             |
| 1821 (sept.)                                                                 | 1821 (27 déc.)             | Jean-Louis Mazet         |           | propriétaire (assassiné lors de son mandat) |
| 1821 (27 déc.)                                                               | 1822 (févr.)               | Joseph Colombon          |           | maire par intérim                           |
| 1822 (févr.)                                                                 | 1830 (oct.)                | Joseph François Beauchon |           |                                             |
| 1830 (oct.)                                                                  | 1834 (déc.)                | mr Petit                 |           |                                             |
| 1834 (déc.)                                                                  | 1838 (mai)                 | mr Champel               |           |                                             |
| 1838 (mai)                                                                   | 1846 (nov.)                | Xavier Colombon          |           |                                             |
| 1846 (nov.)                                                                  | 1853 (déc.)                | Jean-Louis Mazet         |           | mort en fonction                            |
| 1853 (déc.)                                                                  | 1865 (sept.)               | Thomas Pic               |           |                                             |
| 1865 (sept.)                                                                 | 1870                       | Xavier Blaise Colombon   |           | filateur                                    |
| 1870                                                                         | 1871 (avr.                 | Régis Laurans            |           |                                             |
| Les données manquantes sont à compléter. : depuis la fin du Second Empire    |                            |                          |           |                                             |
| 1871                                                                         | 1884                       | Charles Alexandre Prieur |           |                                             |
| 1884                                                                         | 1885 (juill.)              | André Ferrent            |           |                                             |
| 1885 (élection ?)                                                            | 1888                       | Frédéric Calvier         |           |                                             |
| 1888                                                                         | 1892                       | Amédée Lauzier           |           |                                             |
| 1892                                                                         | 1902                       | Jules Lauzier            |           |                                             |
| 1902 (élection ?)                                                            | 1916                       | Camille Laurans          |           | agriculteur                                 |
| 1916 (élection ?)                                                            | 1919                       | Victor Beauchon          |           |                                             |
| 1919                                                                         | 1925 ?                     | Florian Laurans          |           |                                             |
| ?                                                                            | ?                          | Georges Almoric          |           |                                             |
| 1925                                                                         | 1929                       | ?                        |           |                                             |
| 1929                                                                         | 1935                       | ?                        |           |                                             |
| 1935                                                                         | 1945                       | ?                        |           |                                             |
| 1945                                                                         | 1965                       | Anselme Vidal            |           |                                             |
| ?                                                                            | ?                          | Léopold Besson           |           |                                             |
| 1965                                                                         | 1971                       | ?                        |           |                                             |
| 1971                                                                         | 1977                       | ?                        |           |                                             |
| 1977                                                                         | 1983                       | ?                        |           |                                             |
| 1983                                                                         | 1989                       | ?                        |           |                                             |
| 1989                                                                         | 1995                       | ?                        |           |                                             |
| 1995                                                                         | 2008                       | Edmond Blanc             |           |                                             |
| 2008                                                                         | En cours (au 22 Août 2023) | Yves Courbis             | PS        | agriculteur                                 |

## Population et société

### Démographie
L'évolution du nombre d'habitants est connue à travers les recensements de la population effectués dans la commune depuis 1793. Pour les communes de moins de 10 000 habitants, une enquête de recensement portant sur toute la population est réalisée tous les cinq ans, les populations de référence des années intermédiaires étant quant à elles estimées par interpolation ou extrapolation. Pour la commune, le premier recensement exhaustif entrant dans le cadre du nouveau dispositif a été réalisé en 2007.

En 2022, la commune comptait 1 927 habitants, en évolution de +12,95 % par rapport à 2016 (Drôme : +2,64 %, France hors Mayotte : +2,11 %).
| 1793 | 1800 | 1806 | 1821 | 1831  | 1836  | 1841 | 1846  | 1851  |
| ---- | ---- | ---- | ---- | ----- | ----- | ---- | ----- | ----- |
| 794  | 776  | 850  | 911  | 1 124 | 1 121 | 966  | 1 034 | 1 105 |

| 1856  | 1861  | 1866  | 1872  | 1876  | 1881 | 1886 | 1891 | 1896 |
| ----- | ----- | ----- | ----- | ----- | ---- | ---- | ---- | ---- |
| 1 073 | 1 109 | 1 079 | 1 083 | 1 065 | 976  | 917  | 876  | 823  |

| 1901 | 1906 | 1911 | 1921 | 1926 | 1931 | 1936 | 1946 | 1954 |
| ---- | ---- | ---- | ---- | ---- | ---- | ---- | ---- | ---- |
| 856  | 816  | 795  | 662  | 641  | 626  | 652  | 570  | 579  |

| 1962 | 1968 | 1975 | 1982  | 1990  | 1999  | 2006  | 2007  | 2012  |
| ---- | ---- | ---- | ----- | ----- | ----- | ----- | ----- | ----- |
| 612  | 662  | 865  | 1 145 | 1 249 | 1 385 | 1 570 | 1 596 | 1 612 |

| 2017  | 2022  | - | - | - | - | - | - | - |
| ----- | ----- | - | - | - | - | - | - | - |
| 1 727 | 1 927 | - | - | - | - | - | - | - |

### Enseignement
Allan dépend de l'académie de Grenoble.

Les élèves commencent leurs études dans la commune, dans le groupe scolaire regroupant l'école maternelle (54 enfants) et l'école élémentaire (86 enfants), dans six classes.

Une école primaire privée est également installée sur la commune, regroupant 46 écoliers dans deux classes.

Les collèges et lycées les plus proches sont situés à Montélimar, dont un lycée spécialisé dans les métiers de la logistique et du transport.

### Santé
- Cabinet avec 2 médecins[37],[38]
- Cabinet d'Infirmerie
- Cabinet d'ostéopathie

### Manifestations culturelles et festivités
- Fête patronale : premier dimanche de septembre[23].

### Loisirs
- Allan Couleurs
- Anglais
- Bibliothèque[39]
- Broderie
- Chorale
- Chasse et pêche[23]
- Remue Méninges
- Théâtre

### Sports
- Badminton
- Breakdance
- Danse en ligne
- Football
- Gymnastique - Zumba
- Marche Nordique
- Randonnée pédestre
- Tennis
- Tennis de table
- Yoga

### Médias

#### Presse écrite
- Le quotidien régional Le Dauphiné libéré dispose d'une rédaction et d'un service commercial dans la ville.
- L'hebdomadaire bidépartemental La Tribune de Montélimar, propriété du Dauphiné Libéré, a son siège dans la commune.
- L'hebdomadaire L'Agriculture Drômoise, journal d'informations agricoles et rurales, couvre l'ensemble du département de la Drôme.

#### Presse audiovisuelle
- Ici Drôme Ardèche est une radio publique diffusée sur son territoire et sur la totalité du département.
- France 3 Rhône-Alpes et France 3 Alpes.

### Cultes
La paroisse catholique d'Allan fait partie du diocèse de Valence, doyenné de Cléon-d'Andran.

## Économie

### Agriculture
En 1992 : céréales, cultures fruitières, lavande, ovins, vin AOC (Coteaux du Tricastin).
Allan fait partie de la zone de production des vins AOC (Grignan-les-Adhémar).

### Tourisme

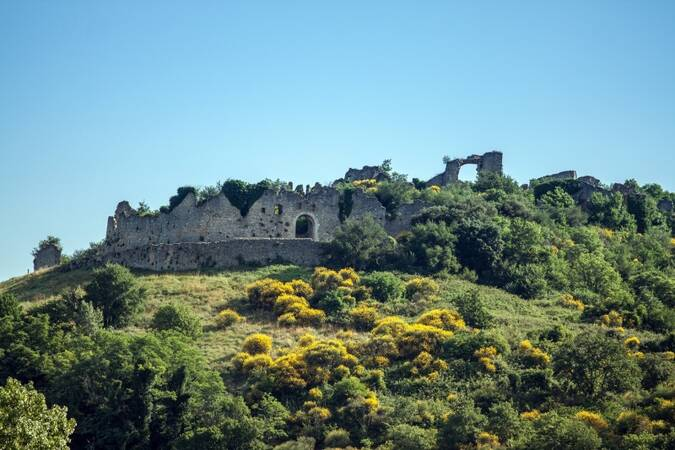
[https://cartepatrimoine.ladrome.fr/notice-1424 Vieux Village d'Allan

#### Vieux Village d'Allan
Les ruines du vieux village d'Allan (Drôme) et de son château surplombent le couloir rhodanien, à 6 kilomètres à l'est de Montélimar.

### Emploi
| Emploi total (salarié et non salarié) au lieu de travail en 2020                      | 436    |
| dont part de l'emploi salarié au lieu de travail en 2020                              | 80,1 % |
| Variation de l'emploi total au lieu de travail : taux annuel moyen entre 2014 et 2020 | –0,5 % |
| Taux d'activité des 15 à 64 ans en 2020                                               | 78,2 % |
| Taux de chômage des 15 à 64 ans en 2020                                               | 8,5 %  |

## Culture locale et patrimoine

### Lieux et monuments
- Thermes romains de Bondonneau[23].
- Les ruines du village ancien d'Allan, inscrit monument historique (MH) le 19 septembre 1989[41].
- XIIe siècle : vestiges de la chapelle Barbara, classée monument historique (MH) le 27 juillet 1924[42].
- XIXe siècle : église Saint-Jean-Baptiste[23] (1848).
- Le couvent (1853) puis maison de retraite Beauvoir.
- Mur des Fusillés du Maquis Pierre du 30 Mars 1944.
- Pierre Commémorative de la Libération d'Allan.
- Croix de Siméon.
- Château Bizard

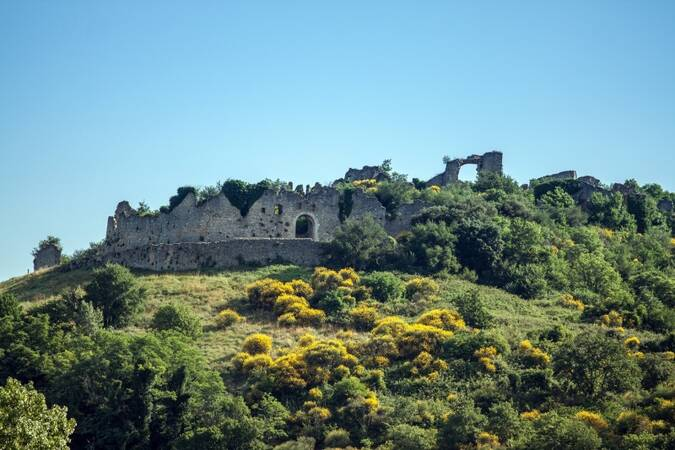
Vieux Village d'Allan
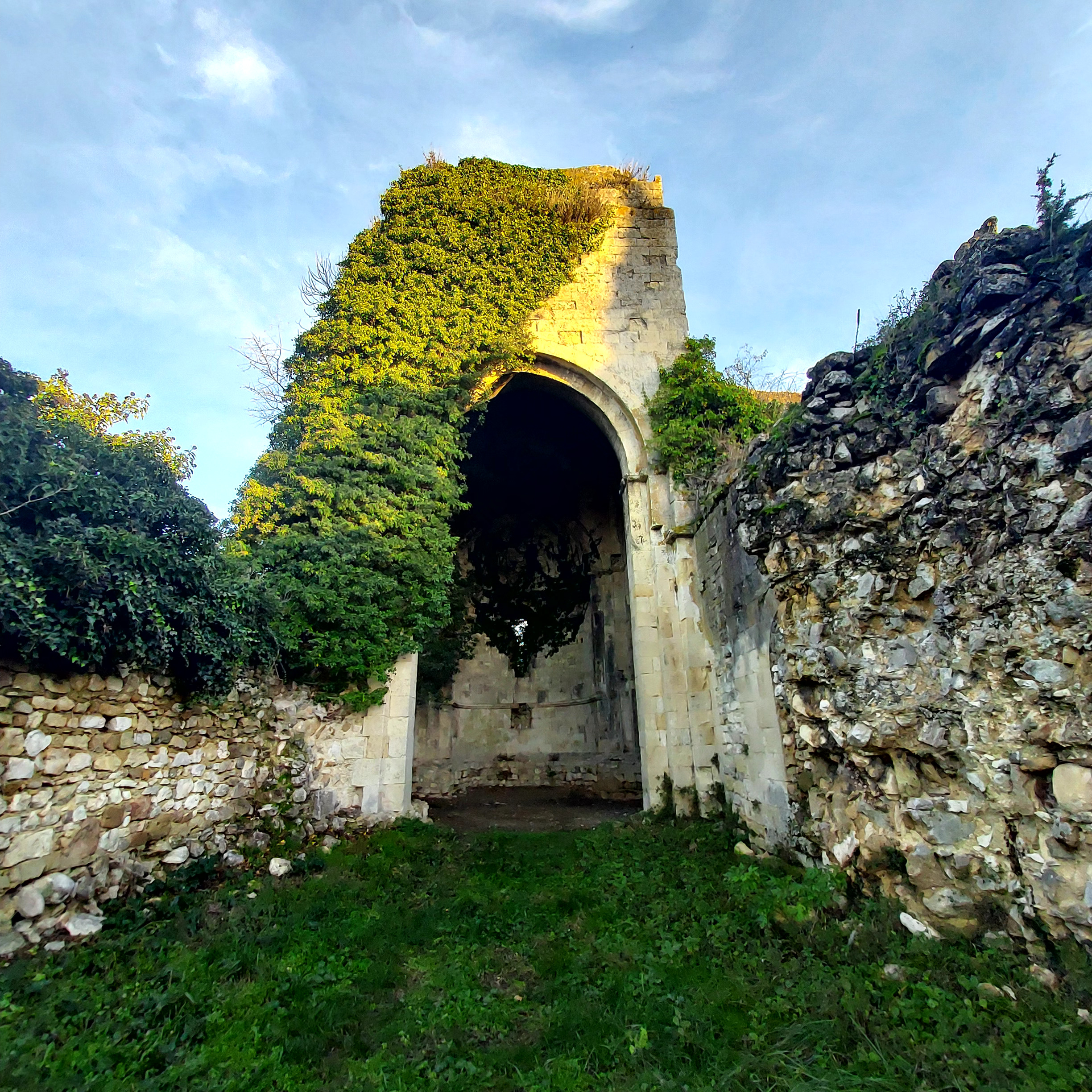
Chapelle de Barbara
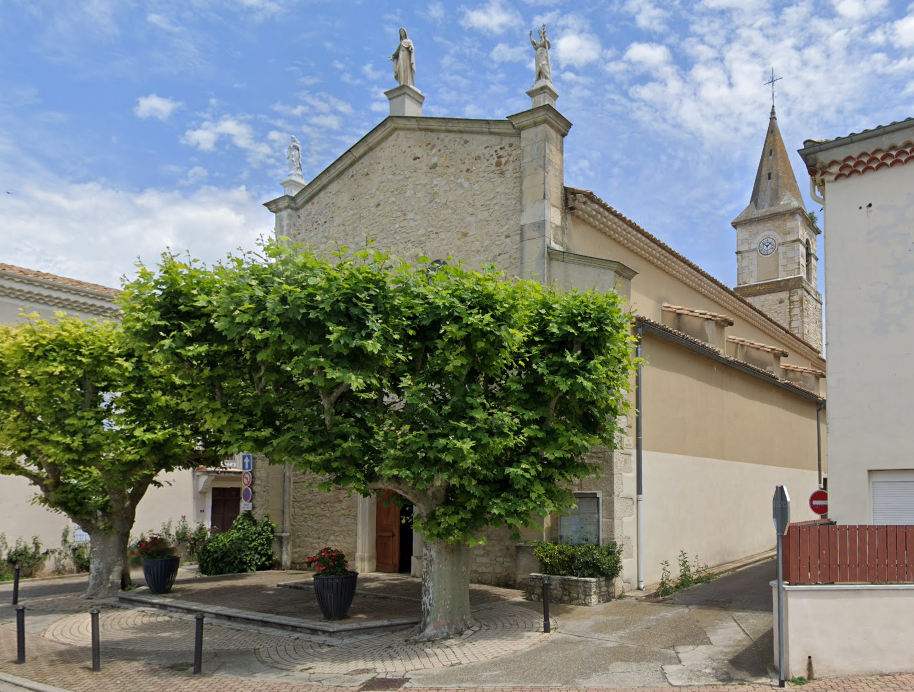
Église Saint Jean-Baptiste
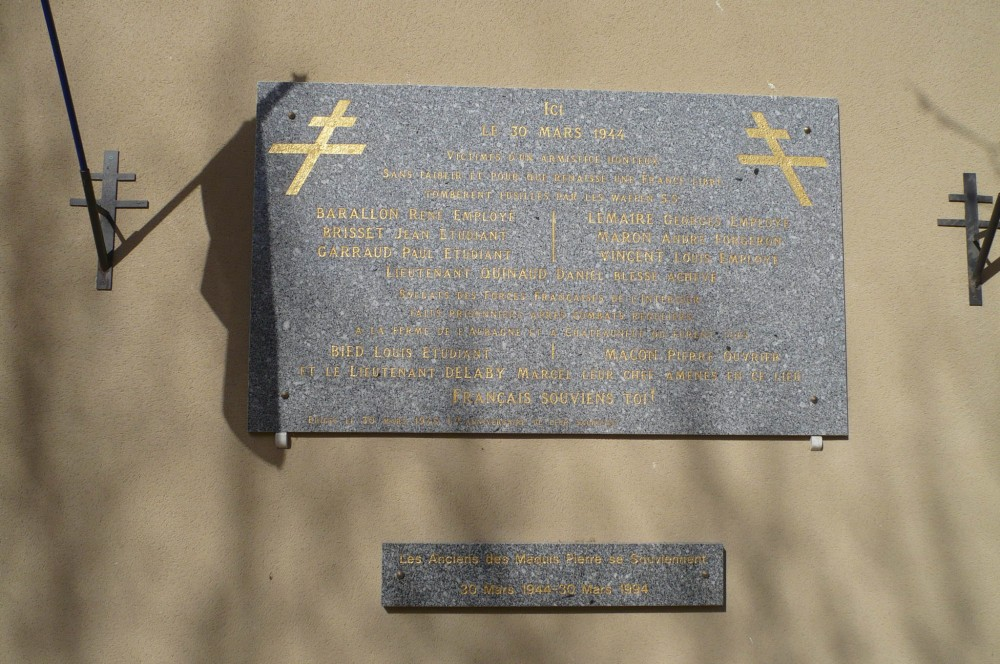
Mur des Fusillés du Maquis Pierre du 30 Mars 1944
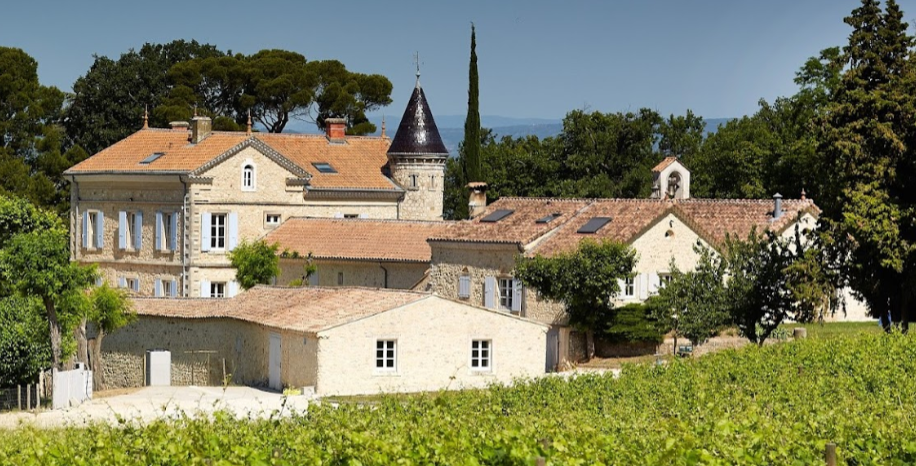
Château Bizard

### Patrimoine naturel
- Source thermale (abandonnée)[23].

### Héraldique, logotype et devise
| Ancien village de l'ancienne province de Provence (or et de gueules) sise sur une hauteur (mont) et qui a été possédé par trois puissantes familles (trois étoiles) tout au long de son existence. Église dédiée à Saint Jean-Baptiste (agneau). | Parti ; au premier de gueules à un mont de trois coupeaux d'or mouvant de la pointe surmonté d'un agneau du même ; au chef d'or chargé de trois étoiles de gueules posées en fasce. |